# Max Croiset
Max Croiset (* 13. August 1912 in Blaricum, Provinz Noord-Holland, Niederlande; † 7. April 1993 in Den Haag, Provinz Zuid-Holland, Niederlande) war ein niederländischer Schauspieler, Regisseur, Dramatiker, Dichter und Liedermacher. 
Croiset war der Sohn des Schauspielers Jijman Croiset und seiner Frau Judith Boekbinder. Beide Eltern waren Juden. Sein Bruder war der Hellseher Gerard Croiset und sein Halbbruder der Drucker Odo Croiset. 1954 erhielt er für das Theaterstück Amphitryon den Vijverbergprijs. Mit dem Das Dorf am Fluß nahm er an den Internationale Filmfestspiele Berlin 1959.
Seine Frau Jeanne Verstraete, mit der er von 1934 bis 1940 verheiratet war, und sein Sohn Jules Croiset sowie Hans Croiset sind ebenfalls Schauspieler. 1946 heiratet er Ida van den Oever.

## Filmographie (Auswahl)
- 1934: Totes Wasser
- 1936: Oranje Hein
- 1936: Klokslag twaalf
- 1938: Veertig jaren
- 1940: Ergens in Nederland
- 1942: De Laatste Dagen van een Eiland
- 1948: Niet tevergeefs
- 1953: Rechter Thomas
- 1958: Das Dorf am Fluß
- 1959: Operation Amsterdam
- 1960: Patrasche mein kleiner Freund
- 1972: Wenn die Deiche brechen (The Little Ark)
- 1978: Heilige Jeanne
- 1980: Charlotte
- 1981: Twee vorstinnen en een vorst
- 1981: Hoge hakken, echte liefde
- 1987: Vroeger is dood
- 1987: Havinck
- 1987: Zeit des Abschieds
- 1991: Eline Vere
- 1992: Priester der Entrechteten